# Arsamas
Arsamas (russisch Арзама́с) ist eine russische Stadt in der Oblast Nischni Nowgorod. Mit 106.362 Einwohnern (Stand 14. Oktober 2010) ist sie die drittgrößte Stadt der Oblast.
Arsamas liegt an der Tjoscha, einem rechten Nebenfluss der Oka, 112 km südlich der Metropole Nischni Nowgorod. Die nächstgelegene Stadt ist Perewos, das sich 51 km nordöstlich von Arsamas befindet.

## Geschichte

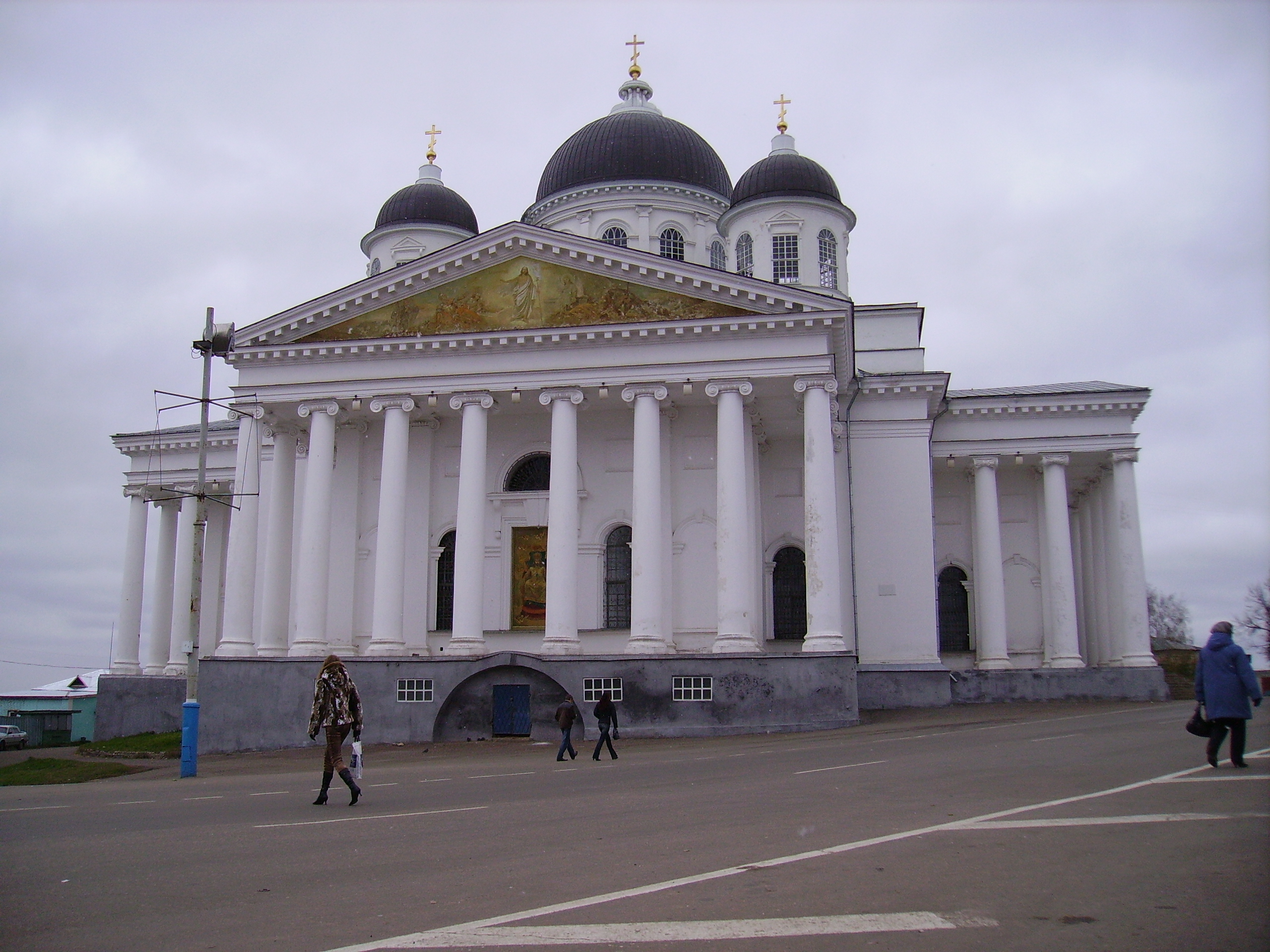
Auferstehungskathedrale

Die Stadt wurde in der zweiten Hälfte des 16. Jahrhunderts erstmals als Festung erwähnt. Im 17. Jahrhundert entwickelte sich der Ort wirtschaftlich am schnellsten, da er damals in der Nähe wichtiger Handelswege lag. 1719 erhielt Arsamas Stadtrechte und wurde 1779 Kreisstadt.
Im 18. und 19. Jahrhundert wurden in Arsamas etliche Kirchengebäude errichtet, von denen nicht wenige bis heute erhalten geblieben sind. Aus diesem Grund gilt die Innenstadt von Arsamas als eine der prächtigsten unter den russischen Städten vergleichbarer Größe. Unter anderem gibt es in der Stadt die 1845 erbaute Christi-Geburtskirche (Церковь Рождества Христова) des berühmten Architekten Konstantin Thon.
Am 4. Juni 1988 geriet Arsamas in die Schlagzeilen, als ein mit Sprengstoff beladener Zug in der Stadt explodierte. Der Eisenbahnunfall von Arsamas forderte 91 Menschenleben.

### Bevölkerungsentwicklung
| Jahr | Einwohner |
| ---- | --------- |
| 1897 | 10.592    |
| 1939 | 25.784    |
| 1959 | 41.518    |
| 1970 | 67.459    |
| 1979 | 93.251    |
| 1989 | 108.951   |
| 2002 | 109.432   |
| 2010 | 106.362   |

Anmerkung: Volkszählungsdaten

## Wirtschaft und Verkehr
Betrieben werden hauptsächlich Handwerk, Leder- und Weberei-Industrie, Fertigung von Ersatzteilen für die Automobil-Industrie und Herstellung medizinischer Erzeugnisse. Arsamas ist heute eine der führenden Industriestädte des Gebietes.
Der russische Fahrzeughersteller GAZ betreibt das Maschinenbauwerk Arsamas in Arsamas.
Die Stadt liegt an der russischen Fernstraße R158, die Nischni Nowgorod mit Saratow verbindet. Arsamas ist auch an der Schnellstraße M12 Wostok angeschlossen, die von Moskau über Kasan und Jekaterinburg bis nach Tjumen verläuft.

## Weiterführende Bildungseinrichtungen
- Filiale der Lobatschewski-Universität Nischni Nowgorod
- Filiale des Moskauer Instituts für Physik und Technologie
- Polytechnisches Institut Arsamas (Filiale der Staatlichen Technischen Universität Nischni Nowgorod)
- Filiale der Russischen Staatlichen Fernagraruniversität

## Persönlichkeiten
- Michail Rajewski (1811–1884), russisch-orthodoxer Erzpriester und Vorsteher der Botschaftskirche zu Wien, wurde in Arsamas geboren
- Wassili Perow (1834–1882), Maler und eines der Gründungsmitglieder der Peredwischniki, studierte an Alexander Stupins Kunstschule in Arsamas
- Sergius I. (1867–1944), 12. Patriarch von Moskau und ganz Russland, wurde in Arsamas geboren
- Leonid Obolenski (1902–1991), Kameramann, Filmregisseur und Schauspieler, kam in Arsamas zur Welt
- Arkadi Gaidar (1904–1941), Jugendschriftsteller, wuchs in Arsamas auf
- Marina Orlowa (* 1980), Philologin, wurde in Arsamas geboren
- Alexander Serebrjakow (* 1987), Straßenradrennfahrer
- Jekaterina Poistogowa (Guliyev) (* 1991), russisch-türkische Mittelstreckenläuferin